# Meżlum Meżlumian
Meżlum Meżlumian (orm. Մեժլում Մեժլումյան; ur. 3 stycznia 2001) – ormiański zapaśnik walczący w stylu wolnym. Zajął trzynaste miejsce na mistrzostwach świata w 2024. 
Brązowy medalista mistrzostw Europy w 2024. Trzeci na MŚ U-23 w 2023 i drugi na ME w 2023 roku.